# Aeroporto di Crotone
L'Aeroporto di Crotone-Sant'Anna "Pitagora" (IATA: CRV, ICAO: LIBC), è un aeroporto italiano situato a 15 km a sud della città di Crotone, lungo la SS 106 in direzione di Catanzaro da cui dista circa 40 km, nel territorio comunale di Isola di Capo Rizzuto.
Terzo aeroporto della Calabria, serve principalmente la provincia di Crotone, la fascia del basso ionio cosentino e parte della provincia di Catanzaro. La prima società di gestione fu la “Aeroporto S. Anna S.p.A.”, fondata a novembre del 1993. Dal 2017 la società che gestisce l'aerostazione è la Società Aeroportuale Calabrese (S.A.CAL.), ente controllata dalla Regione Calabria.
La struttura, la cui aerostazione è intitolata al filosofo Pitagora, è dotata di una pista in asfalto lunga 2000 m e larga 45 m, posta all'altitudine di 158 m/520 ft con orientamento della pista 17-35.
Il servizio di trasporto pubblico da e per l'aerostazione è garantito dalla società Autolinee Romano.

## Storia

### Seconda Guerra Mondiale e il bombardamento del 13 luglio 1943

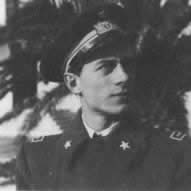
Il pilota Giuseppe Cenni, Comandante del 5º Stormo a Crotone nell'estate del 1943

L'aeroporto di Crotone nacque come aeroporto militare, inaugurato il 28 settembre 1941 come "aeroporto armato n.434", per supportare l'industria bellica: nelle vicinanze gli stabilimenti chimici della Montecatini e Pertusola Sud producevano acido nitrico e nitrati necessari alla fabbricazione di esplosivi.
Nell'estate del 1943, dopo lo sbarco in Sicilia, l'aeroporto divenne la base operativa del 5º Stormo Tuffatori della Regia Aeronautica. Dal 10 al 13 luglio 1943 partirono da Crotone missioni quotidiane di bombardamento delle navi da guerra Alleate di fronte ad Augusta, sotto la guida del T.Col. Guido Nobili, Comandante dello Stormo, caduto in azione il 10 luglio, e poi del nuovo Comandante Giuseppe Cenni. Per fermare questi attacchi, il 13 luglio l'intero aeroporto di Crotone fu raso al suolo da 50 Bombardieri B.24.

### Dal dopoguerra ad oggi
L'aeroporto è stato poi base operativa dell'ITAVIA dal 1963, con un volo passeggeri per l'aeroporto di Ciampino e un volo postale per l'aeroporto di Fiumicino. Nonostante un primo aumento di voli, sia charter e sia cargo, con l'apertura dello scalo di Lamezia Terme la compagnia incominciò un progressivo spostamento dei voli che la portò il 10 ottobre 1979 a chiudere la base di Crotone e a trasferire tutto lo staff a Lamezia Terme. 

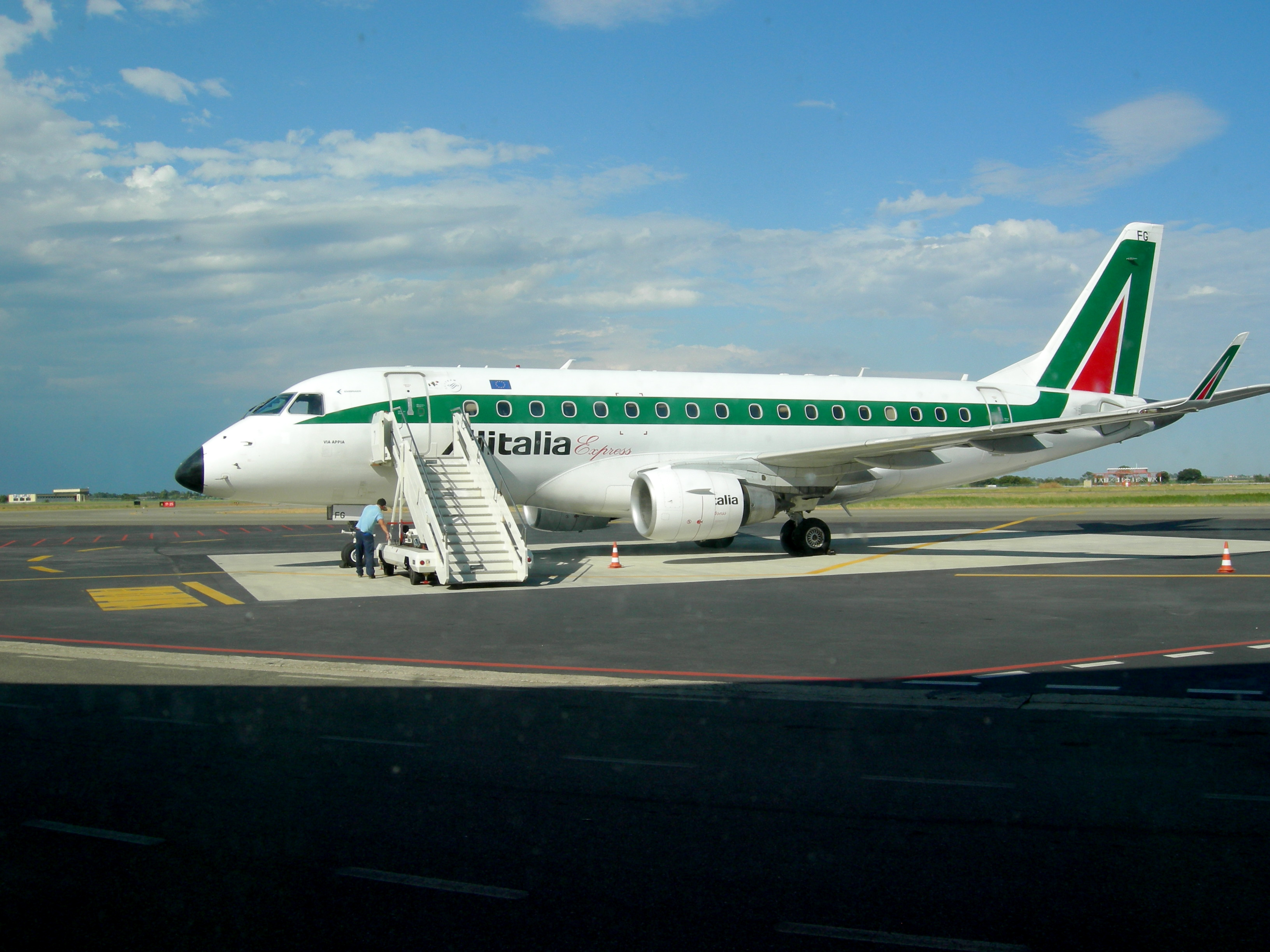
Un Embraer E-170 dell'Alitalia Express all'aeroporto di Crotone nel 2013.

Nel 2012 l'ENAC e l'ENAV hanno dotato l'aeroporto di Crotone di un impianto ILS per atterraggi anche in cattive condizioni climatiche e con scarsa visibilità. Il 15 aprile 2015 i giudici del Tribunale civile di Crotone hanno dichiarato fallita la società di gestione dell'aeroporto.
Dal 1º novembre 2016 l'aeroporto ha cessato l'attività.
La gestione dell'aeroporto di Crotone è passata alla Società Aeroportuale Calabrese - S.A.CAL. S.p.A. nell'estate del 2017.
L'aeroporto ha riaperto alle operazioni di volo il 30 novembre 2017; l'inaugurazione è avvenuta trasportando la squadra del Crotone in vista della partita di Coppa Italia contro il Genoa. Con la successiva rinuncia dell'unica compagnia che vi volava - Fly Servus - lo scalo, pur formalmente aperto, non è stato servito da nessun volo di linea fino all'estate 2018.
Da giugno 2018 la compagnia Ryanair ha riattivato due voli nazionali per la stagione estiva per Bergamo e Pisa. Per l’estate 2018 ogni sabato la compagnia aerea AlbaStar ha effettuato collegamenti da Milano Bergamo e da Verona.
In seguito, presso l'aeroporto di Crotone rimane operativa la compagnia Ryanair con due tratte per Bergamo e per Bologna e, dal 28 marzo 2022, anche per Venezia e, dal 1º novembre 2022, anche per Treviso; dal 2 ottobre 2023 verrà effettuato un volo giornaliero per Roma-Fiumicino tramite la compagnia aerea SkyAlps.

## Traffico aeroportuale

### Passeggeri
Questo grafico non è disponibile a causa di un problema tecnico.
Si prega di non rimuoverlo.
Vedi la query Wikidata di origine.
 Fonti: Assaeroporti - ENAC - Eurostat
|                                       |
| Fonti: Assaeroporti - ENAC - Eurostat |

| 2000                       | 53.275 (6,2%)                                           |
| 2001                       | 38.068 (28,5%)                                          |
| 2002                       | 27.722 (27,2%)                                          |
| 2003                       | 90.370 (226%)                                           |
| 2004                       | 102.732 (13,7%)                                         |
| 2005                       | 85.221 (17%)                                            |
| 2006                       | 104.421 (22,5%)                                         |
| 2007                       | 106.122 (1,6%)                                          |
| 2008                       | 92.586 (12,8%)                                          |
| 2009                       | 53.672 (42%)                                            |
| 2010                       | 103.828 (93,4%)                                         |
| 2011                       | 122.874 (18,3%)                                         |
| 2012                       | 154.250 (25,5%)                                         |
| 2013                       | 25.180 (83,7%)                                          |
| 2014                       | 65.793 (127,5%)                                         |
| 2015                       | 276.277 (320,34%)                                       |
| 2016                       | 219.466 (20,56%)                                        |
| 2017                       | AEROPORTO CHIUSO dal 1º novembre 2016 al 31 maggio 2018 |
| 2018                       | 83.854 (%)                                              |
| 2019                       | 169.780 (102,5%)                                        |
| 2020                       | 53.593 (68,4%)                                          |
| 2021                       | 95.456 (78,1%)                                          |
| 2022                       | 170.898 (79%)                                           |
| 2023                       | 228.249 (64,5%)                                         |
| 2024                       | 273.240 (19,71%)                                        |
| Fonti: Assaeroporti - ENAC |                                                         |

|                     | 2018   | 2019    | 2020   | 2021   | 2022    | 2023    | 2024    | 2025    |
| ------------------- | ------ | ------- | ------ | ------ | ------- | ------- | ------- | ------- |
| Gennaio             | 241    | 5.339   | 10.666 | 2.654  | 7.564   | 12.727  | 11.578  | 17.392  |
| Febbraio            | 314    | 5.766   | 8.195  | 378    | 9.539   | 11.071  | 9.730   | 15.559  |
| Marzo               | 413    | 5.896   | 1.302  | 380    | 11.944  | 12.720  | 13.011  | 18.595  |
| Aprile              | 513    | 16.765  | N.D.   | 381    | 18.081  | 23.005  | 25.092  | 32.342  |
| Maggio              | 284    | 17.919  | N.D.   | 4.277  | 17.301  | 25.445  | 24.839  | 36.493  |
| Giugno              | 16.460 | 20.126  | 169    | 9.129  | 18.102  | 24.024  | 32.065  |         |
| Luglio              | 16.756 | 20.625  | 3.908  | 12.278 | 18.423  | 23.067  | 34.874  |         |
| Agosto              | 16.396 | 21.230  | 6.382  | 15.901 | 17.916  | 27.189  | 33.565  |         |
| Settembre           | 11.257 | 18.080  | 7.051  | 13.073 | 14.834  | 21.945  | 27.470  |         |
| Ottobre             | 9.253  | 16.898  | 7.881  | 13.663 | 15.677  | 23.903  | 23.952  |         |
| Novembre            | 6.117  | 10.442  | 3.289  | 11.539 | 9.780   | 10.823  | 17.559  |         |
| Dicembre            | 5.850  | 10.694  | 4.750  | 11.803 | 11.737  | 12.330  | 19.505  |         |
| TOTALE              | 83.854 | 169.780 | 53.593 | 95.456 | 170.898 | 228.249 | 273.240 | 120.381 |
| Fonte: Assaeroporti |        |         |        |        |         |         |         |         |

### Destinazioni
| Compagnia aerea | Destinazioni                                                            |
| --------------- | ----------------------------------------------------------------------- |
| Ryanair         | Bergamo, Bologna, Düsseldorf-Weeze (dal 31 marzo 2025), Torino, Treviso |
| SkyAlps         | Roma-Fiumicino                                                          |